# قتلت أمي لأحيا
قتلتُ أمّي لأحيا رواية للروائية اللبنانية مي منسّى. صدرت الرواية لأوّل مرة في العام 2018 عن دار الريّس للكتب والنشر. ودخلت في القائمة الطويلة للجائزة العالمية للرواية العربية لعام 2019، المعروفة باسم «جائزة بوكر العربية».

## حول الرواية
تروي الكاتبة اللبنانية «مي منسّى» في هذه الرواية حكاية رشا القابعة في زاوية التوحّد منذ ولادتها. حطت رشا في مؤسسة خاصة بالمتوحّدين في بلجيكا، عساها بالعلم الحديث تخرج من عالمها المقفل. المخرج المسرحي ضياء العجمي الذي كان يتردد على هذا المعهد، قرأ ما كتبته رشا وحاول استخراجها من عالمها.